# Удары (фильм)
«Удары» (пол. Pręgi) — польский драматический фильм 2004 года, снятый режиссёром Магдаленой Пекож. Картина была выдвинута Польшей на соискание номинации 77-й церемонии вручения кинонаград «Оскар» в категории «Лучший фильм на иностранном языке», но номинирована не была.

## Сюжет
После смерти матери отец занимается воспитанием сына в одиночку. Тяжелый характер отца и пуританские методы воспитания оказывают сильное влияние на подрастающего Войцеха Винклера. Не выдержав избиений и пореканий, мальчик сбегает из дома.
Но чем старше становится Войцех, тем больше он замечает в себе черты своего отца.

## В ролях
| Актёр             | Роль                 |
| ----------------- | -------------------- |
| Михал Жебровский  | Войцех Винклер       |
| Ян Фрыч           | Отец                 |
| Агнешка Гроховска | Таня                 |
| Вацек Адамчик     | 12-летний Войцех     |
| Борис Шиц         | Бартош               |
| Виолетта Арлак    | секретарша редактора |